# 14 Pułk Graniczny Szeklerów

Symbol Szeklerów

14 Pułk Graniczny Szeklerów – jeden z pułków austriackich okresu Cesarstwa Austriackiego.
Podczas wojny polsko-austriackiej w 1809 wchodził w skład Detaszowanej Brygady Piechoty Johanna von Branowatzky’ego w Dywizji Kawalerii Karla von Schaurotha. Posiadał 1 batalion.